# Morion (casque)
Pour les articles homonymes, voir Morion.

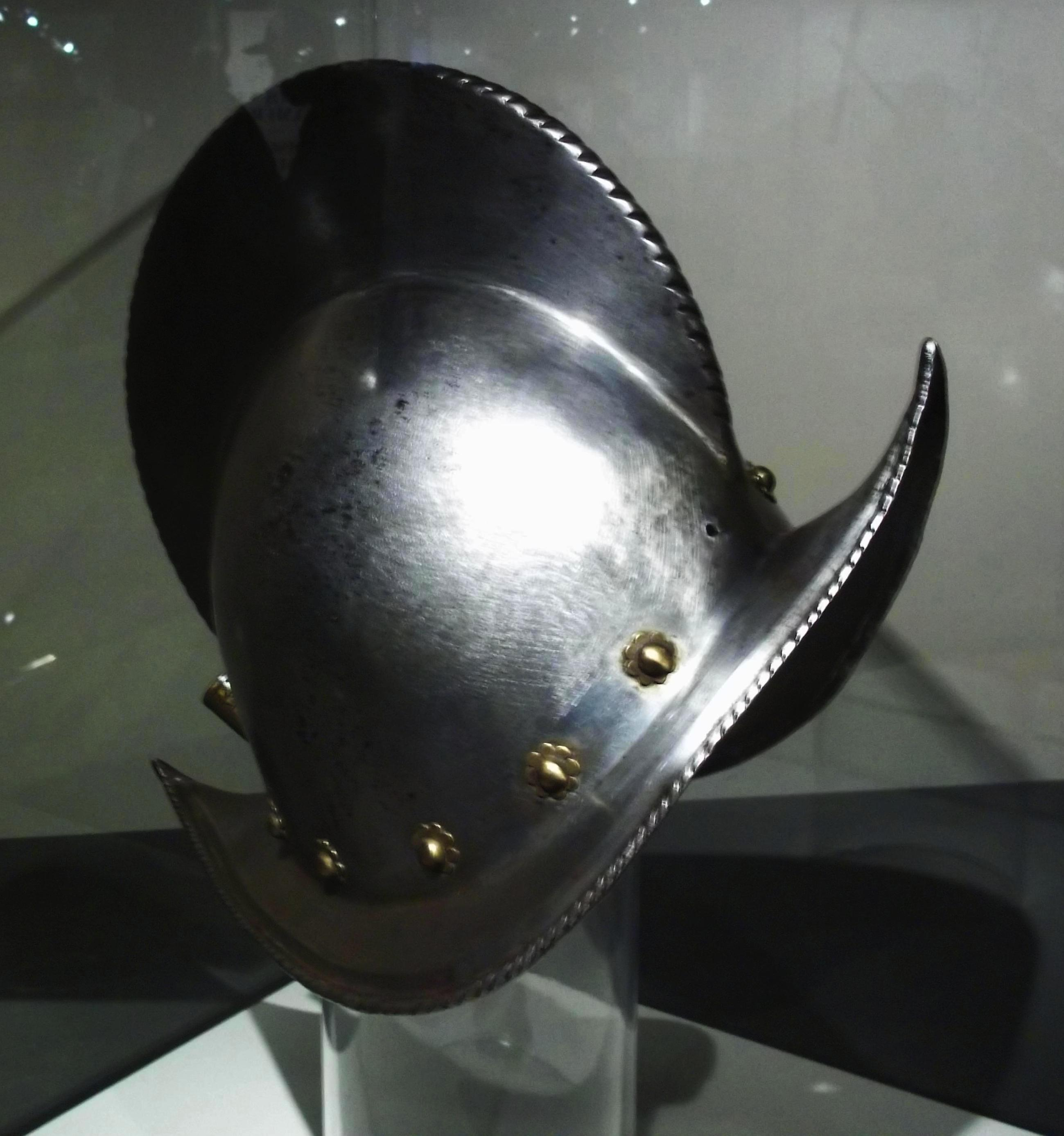
Morion vers 1550-1580

Le morion est un casque espagnol en usage en Europe aux XVIe et XVIIe siècles ouvert, issu du chapel de fer et proche du cabasset qui est issu de ce dernier. Il est caractérisé par sa haute crête.

## Histoire, usages et évolution

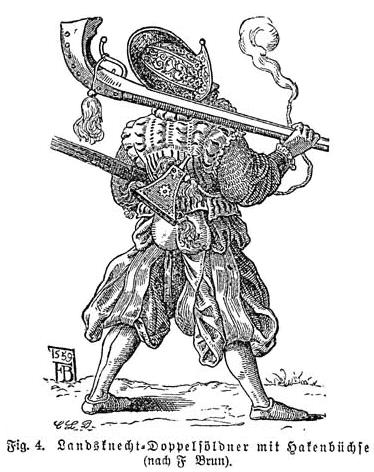
Lansquenet du milieu du XVIe siècle, équipé d'un morion.

Le morion serait apparu en Castille au début du XVIe siècle et le mot français est d'ailleurs directement emprunté à l'espagnol (ou castillan) morrión. Le Diccionario de la lengua española de la Asociación de Academias de la Lengua Española (ASALE) établit son étymologie liée au mot castillan morro, « museau, gueule » (et dans un sens figuré, partie supérieure de la tête) utilisé aussi pour désigner des objets arrondis de forme ressemblant à la tête, du bas latin *murrum « museau, gueule ».
Dans Don Quichotte de Cervantès, il est fait allusion au morion que le personnage principal possède.
Le morion fut tout spécialement rendu célèbre par les Castillans durant la Renaissance, notamment par les Tercios de l'infanterie espagnole  et les soldats colonisateurs de  l'Amérique (XVe – XVIe siècles). Cependant, il fut mis à la mode par les Allemands au milieu du XVIe siècle et gagna une grande popularité auprès de toutes les armées européennes[réf. souhaitée]. Il fut notamment adopté en Suisse et fit son apparition dans l'armée anglaise sous Édouard VI, pour couvrir les piquiers. Aujourd'hui, il est encore porté par les Gardes suisses du Vatican qui, en 2019, remplace le casque en acier de 2 kg valant près de 5 000 euros par un modèle en plastique de 570 g valant environ 800 euros
Le morion équipa tout d'abord les piquiers puis les gardes des villes, les gardes personnelles et certaines gardes royales européennes. Puis, pendant un siècle, il servit à la cavalerie légère, aux arquebusiers et à l'infanterie,. On le portait souvent avec une demi-armure.
Dans la cinématographie, les peintures ou les livres, le conquistador espagnol ou portugais est souvent représenté par un morion. Ce qui n'est pas totalement vrai, car en réalité le modèle représenté est apparu après 1550 bien après les premières phases d'exploration de ces aventuriers.

## Formes et caractéristiques
Le morion est formé d'une calotte hémisphérique surmontée d'une grande crête et de larges rebords en forme de bateau, très relevés à l'avant et à l'arrière, où ils se terminent en pointe. Les plus grands morions sont parfois munis de garde-joues.
Les morions, sont fabriqués, soit d'une seule pièce, soit en deux parties (par souci d'économie et gain de temps), les deux hémisphères du casque étant assemblés par rivetage. Ces deux variantes de production ne peuvent en déterminer l'époque.
Certainement du fait de son usage par des gardes personnelles, la recherche artistique peut être parfois très poussée, notamment avec une forme très élaborée. Il est également souvent richement décoré de motifs gravés ou repoussés, agrémentés de rivets ou de rosettes en laiton permettant la fixation de la coiffe. À l'arrière, un tube peut être fixé pour permettre le port d'un panache de plumes.

## Galerie d'images

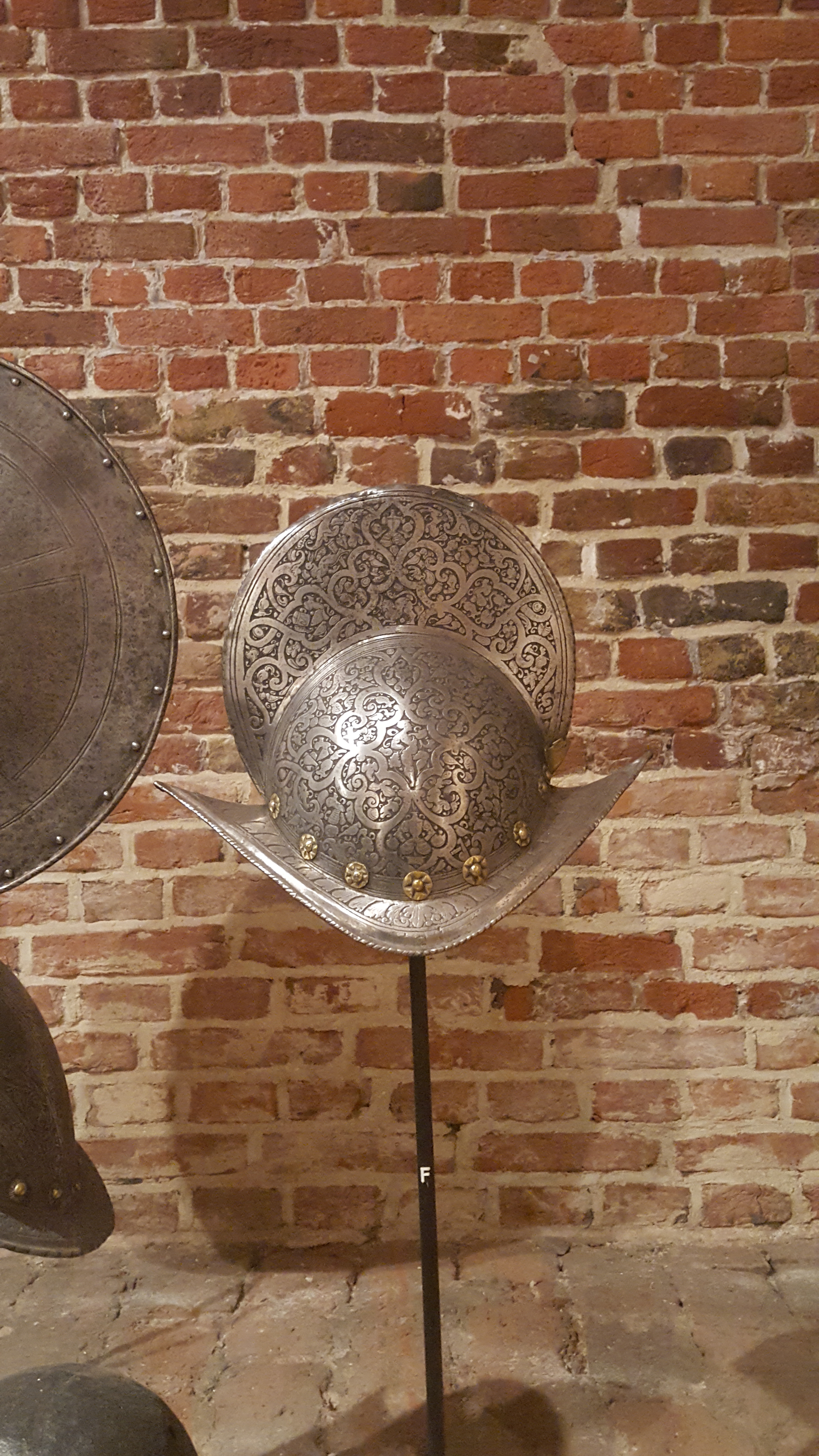
Un morion exposé au musée de la porte de Hal.
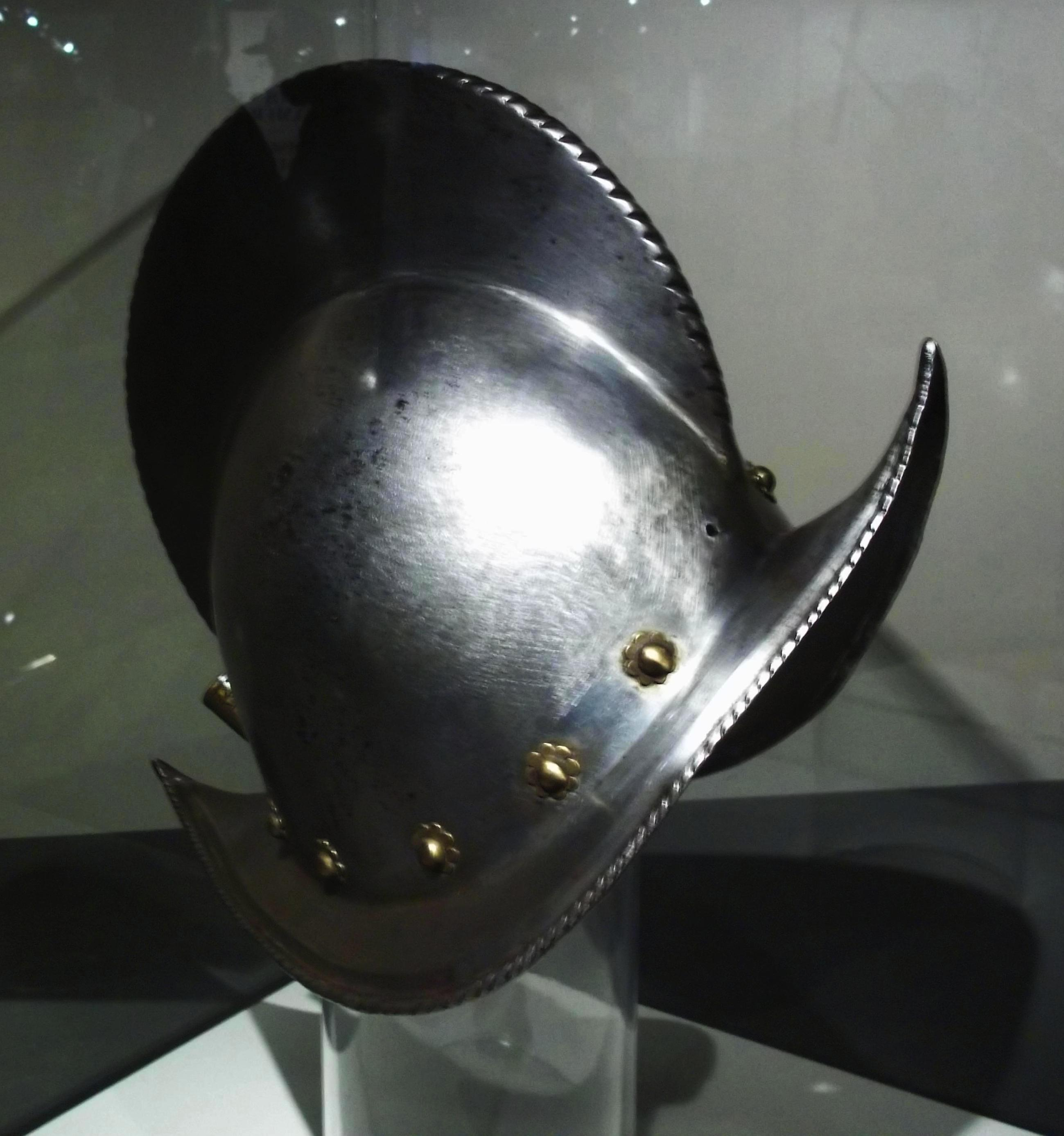
Casque morion, France, 17e siècle, musée Stewart de l'île Sainte-Hélène, Montréal
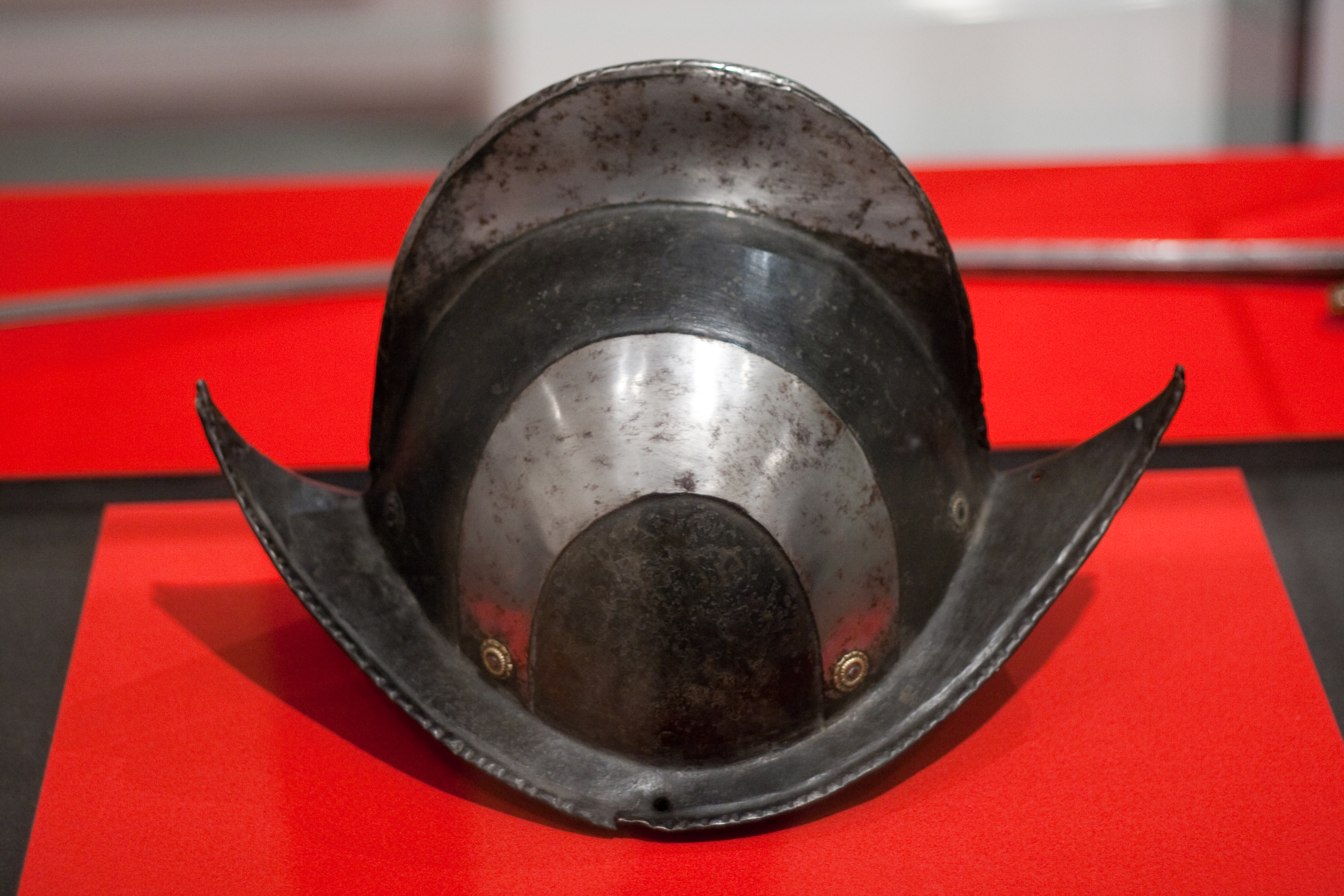
Morion allemand noir & blanc de gardes de villes (Nuremberg, Munich, etc.)
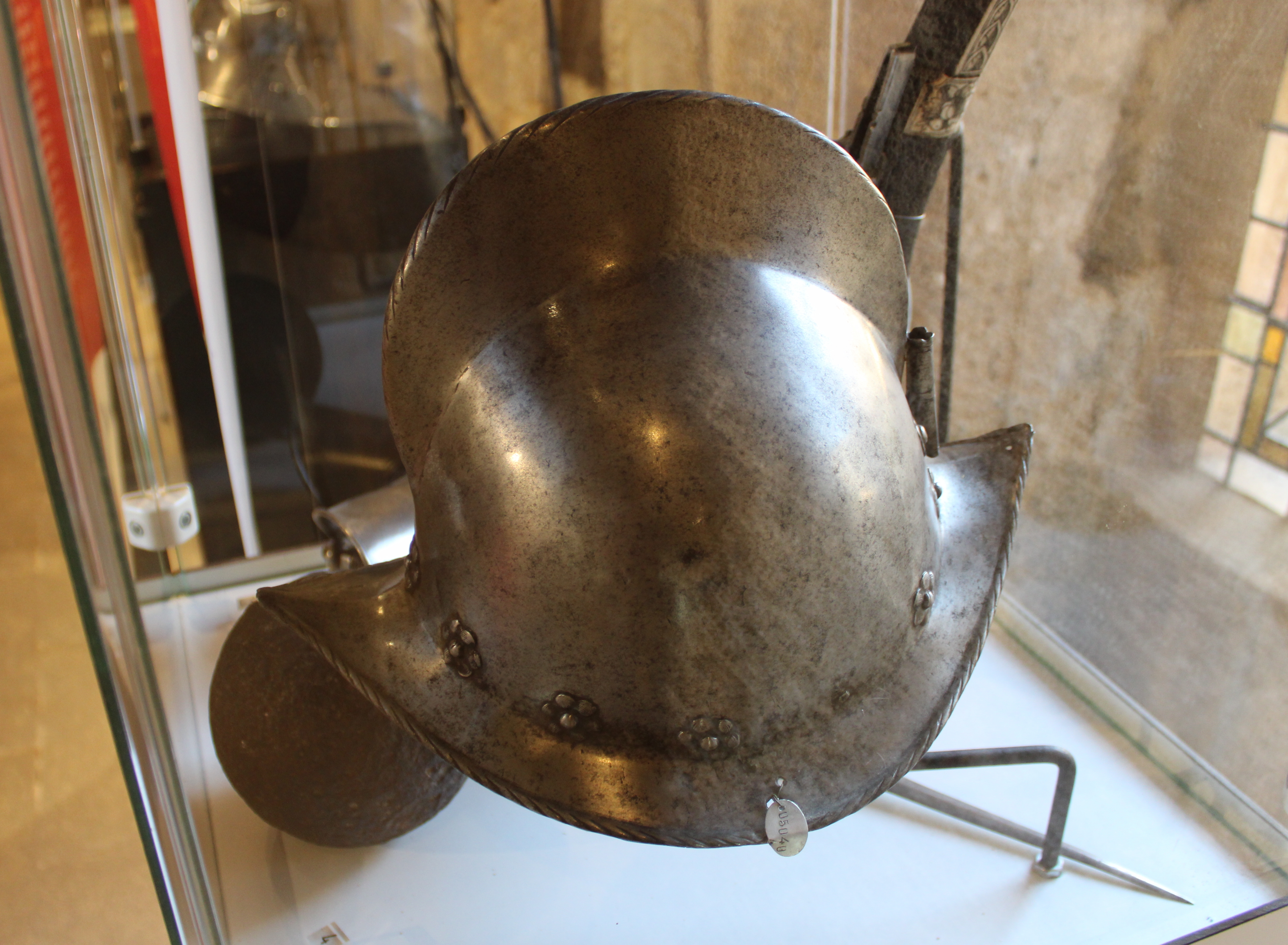
Morion du 16e siècle - France - Musée de l'Empéri de Salon-de-provence.